# جيرارد جارنر
جيرارد جارنر (بالإنجليزية: Gerard Garner)‏ هو لاعب كرة قدم بريطاني في مركز الهجوم، ولد في 2 نوفمبر 1998 في ليفربول في المملكة المتحدة. لعب مع نادي اتحاد مانشستر.